# Prince of Persia: Dusza wojownika
Prince of Persia: Dusza wojownika (ang. Prince of Persia: Warrior Within) – gra zręcznościowa z widokiem z perspektywy trzeciej osoby (TPP) wydana przez Ubisoft w roku 2004. Gra kontynuuje nową sagę o losach Księcia Persji próbującego odwrócić działanie Piasków Czasu i zmienić swe okrutne przeznaczenie. Rozgrywka łączy elementy bijatyki oraz platformowo-zręcznościowe.

## Oprawa dźwiękowa
Oprawa dźwiękowa była współtworzona przez hardrockowy/heavymetalowy zespół Godsmack. Muzyka to przeważnie ciężki metal, stylizowany na arabskie utwory. Utwór I Stand Alone wykonany przez Godsmack jest wykorzystany w grze (podczas ucieczek przed Dahaką), utwór Straight Out of Line tego samego zespołu – podczas napisów końcowych. Pozostałe utwory symfoniczne, wykorzystane podczas animacji filmowych, napisane zostały przez kompozytora Inona Zura.

## Free-Form Fighting System
Jest to system walki opracowany przez twórców na potrzeby gry. Pozwala on na opracowanie własnego stylu walki z wykorzystaniem wielu dostępnych (ponad 70) zróżnicowanych uderzeń i chwytów, a także wykorzystywanie swych umiejętności akrobatycznych i otoczenia.
Zaimplementowano system walki dwoma broniami – głównym mieczem w prawej ręce oraz dodatkową bronią zdobytą na wrogach (stopniowo psującą się podczas walk) w drugiej. W fortecy można znaleźć setki rodzajów broni, każda o innym współczynniku siły ataku, szybkości i wytrzymałości. Ogólnie bronie dodatkowe dzielą się na sztylety (słabe, ale szybkie, dobre do rzucania), topory (silne i powolne), miecze (zrównoważone) oraz buławy (powolne, ale mogące powalić wroga). Istnieje też pięć ukrytych broni specjalnych.
System walki w grze daje dużo swobody i wiele możliwości oraz kombinacji ataków – właściwie każdy nasz ruch otwiera kolejne możliwości co do kolejnych ciosów i może być kontynuowany na co najmniej dwa różne sposoby. W stosunku do pierwszej części sagi Książę walczy teraz o wiele zwinniej, brutalniej i skuteczniej.